# Roestes molossus
Roestes molossus es una especie de peces de la familia Cynodontidae en el orden de los Characiformes.

## Morfología
Los machos pueden llegar alcanzar los 20 cm de longitud total.
- Número de  vértebras: 40.[1][2]

## Hábitat
Es un pez de agua dulce y de clima tropical.

## Distribución geográfica
Se encuentran en Sudamérica:  cuenca del río Madeira.